# サーベイヤー5号
サーベイヤー5号(英語: Surveyor 5)はアメリカ合衆国のサーベイヤー計画の5機目の月着陸探査機。1967年9月8日に打ち上げられ、9月11日に静かの海に着陸した。合計で19046枚の画像を地球に送信している。

## 計画

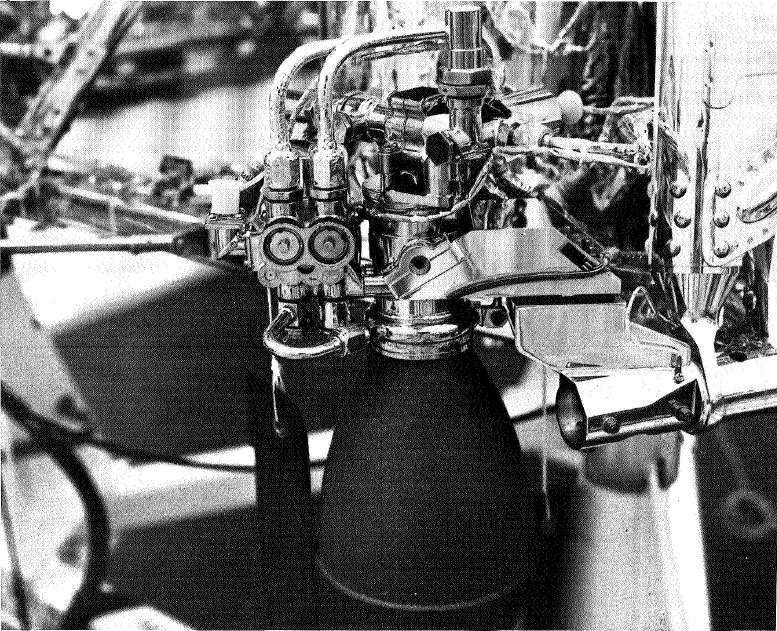
バーニアエンジン

ミッションはバーニアエンジンの液体燃料を加圧するシステムでヘリウム漏れを起こしており、失敗の可能性があった。ちょうど月から42km(通常の半分の高度)の位置で逆噴射をはじめた即興の着陸シークエンスが、バーニアエンジンがたった1340m(通常の10%)の高さから106秒で着陸することを可能にした。その後ヘリウム圧がかなり不足したことからエンジンダウンし、その状態で着陸した。しかし、着陸は成功し、データも着陸後2週間にわたって受信された。アルファ粒子の後方散乱計を使った小型科学分析器は月面土壌成分の玄武岩の測定に使われた。よく似た構造のαプロトンX線分光計は幾つかの火星探査計画に使われていた。
サーベイヤー5号はサーベイヤー計画で月面に軟着陸した3機目の機体であり、宇宙機は基本的にアルミチューブの3角形の構造であり、工学科学装置の取り付け台になっていた。目的は着陸後の画像の撮影、バーニアエンジンによる侵食実験、月面土壌の化学元素の相対量の特定、タッチダウンダイナミクスデータの取得、温度とレーダー反射率データの取得などであった。器具類にはこれまでのサーベイヤー計画とほぼ同じように、着陸脚、バーニア推進システム、多くの工学センサーが積まれていた。アルファ散乱装置は表面サンプラーに導入され、月土壌の磁性素材の検出のために着陸脚に小型磁石の延べ板が取り付けられていた。
宇宙機は1967年9月11日0時46分44秒(UT)に月面座標北緯1.41度、東経23.18度の静かの海の小さなクレーターの20度ほどの斜面に着陸した。 着陸後、月の夜であった9月24日から10月15日までの無通信の間隔を除き同年10月18日まで、すべての実験器のデータを送信した。通信は同年11月1日まで受信され、その後2度目の月の夜となり通信はとまった。3度目、4度目の夜明けにも再起動が可能であり、最終的に1967年の12月17日まで稼動した。画像は3回目の昼を除いて送られている。

## 装置類

### テレビカメラ
テレビカメラはビジコン管、25・100mm焦点レンズ、シャッター、カラーフィルターからなり、中央の軸から16度傾いた軸に取り付けられていた。カメラは鏡の下に取り付けられており、鏡を動かすことで周囲を撮影できた。また、カメラは地球からの指令に依存して動いていた。方位で360度、面法線の+40度上からカメラのZ軸、さらに-65度下まで撮影できた。600走査線と200走査線のモードが使われた。200走査線モードは無指向性アンテナで画像を送信し、1フレームあたり61.6秒で走査した。完全な画像の送信には20秒かかり、1.2kHzの帯域幅が使われた。600走査線モードの画像は指向性アンテナで画像を送信し、1フレームあたり3.6秒で走査した。ビジコンからの画像を読むのに名目1秒を必要とし、220kHzの帯域幅が使われた。これらの写真は高持続蛍光体に被せられた低速スキャンモニターで表示された。持続性は名目最大フレームレートに最も合うように選ばれた。TV識別のフレームはそれぞれの受信TVフレームごとに受信され、受信画像と共にレート対応でリアルタイムで表示された。データは磁気ビデオテープに記録された。データは磁気ビデオテープと70mmフィルムに記録された。
着陸から1967年9月24日までの月での最初の昼間帯に18006枚の高画質画像を送信した。その後、20日の夜を経て、カメラは再起動し、10月15日から10月23日までの間に1048枚の画像を送信した。そのほか、4回目の昼までに64枚の画像が送信されたが、これらの画質は夜間の低温にさらされたことによる分解生成物で最初の昼間帯にとった写真よりも劣っていた。

### アルファ散乱表面分析器
アルファ散乱表面分析器は月面の主要元素の存在量を直接測定するために設計された。6機のアルファ線源（キュリウム242）からのアルファ線を均等に照射するために装置の底に直径100mmの穴が開いており、ここに2つの平行で独立した荷電粒子検出器とサンプル台があった。荷電粒子検出器は月面からの散乱アルファ粒子のエネルギースペクトルを検出する2つのセンサー、月面の物質によって生成された陽子のエネルギースペクトルを検出する4基のセンサー等があった。各検出器アセンブリは波高分析器に接続されていた。
デジタル電子装置類は宇宙機のコンパートメント上にあり、実験が行われるたびに継続的に地球に信号を送信していた。月面試料のスペクトルには水素・ヘリウム・リチウムを除くすべての主だった元素の量の情報が含まれていた。
実験によって最初の昼に83時間分の質の高いデータを得ることができた。2回目の月の昼には22時間のデータが蓄積された。しかしながら、2回目の昼からの検出器のノイズはデータ量の減少の問題を提起した。

## 画像

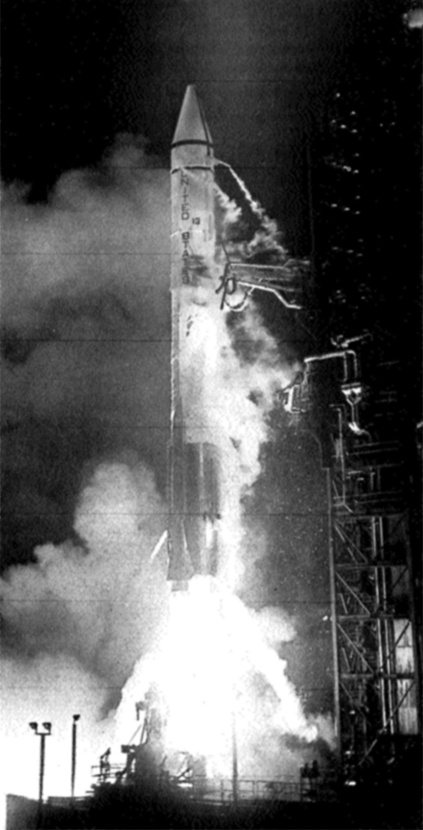
打ち上げ
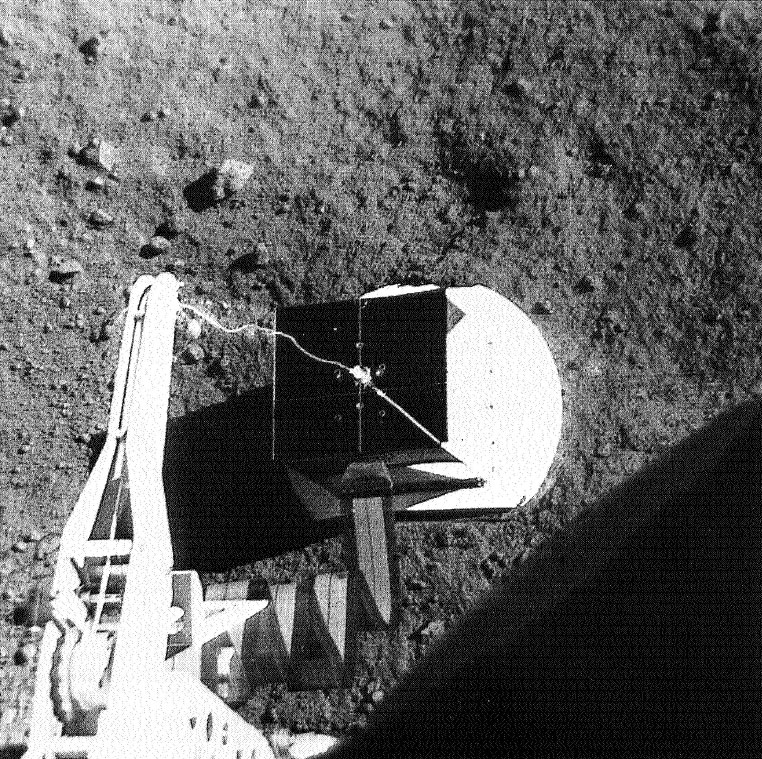
月面での様子

## 註
1. ↑  Surveyor 5 Sept 27, 1967. TIME report

## 参照
- Surveyor Program Results (PDF) 1969